# 久安寺 (高槻市)
久安寺（きゅうあんじ）は大阪府高槻市にある黄檗宗の仏教寺院。山号は白華山。本尊は観世音菩薩。

## 歴史
寺伝によれば、承応3年（1654年）に臨済宗妙心寺派の龍渓性潜が開基したと伝わる。その後荒廃を繰り返し、地震により本堂が倒壊するが平成5年（1993年）に庫裏と本堂を再建した。

## 伽藍
- 本堂 - 現存するのは平成5年（1993年）に再建した物。
- 庫裏 - 現存するのは平成5年（1993年）に再建した物。

## 所在地・交通アクセス
- 大阪府高槻市郡家本町39-5
  - JR高槻駅市バス関大・平女方面「郡家本郷」下車すぐ